# پل وایات
پل وایات (به انگلیسی: Paul Wyatt) (زادهٔ ۲۷ فوریهٔ ۱۹۰۷) شناگر اهل ایالات متحده آمریکا است.